# Dysmicohermes
Dysmicohermes là một chi trong họ Corydalidae. Có ít nhất hai loài được mô tả trong Dysmicohermes.

## Các loài
Hai loài này thuộc chi  Dysmicohermes :
- Dysmicohermes disjunctus (Walker, 1866)
- Dysmicohermes ingens Chandler, 1954